# Magusa sarpida
Magusa sarpida là một loài bướm đêm trong họ Noctuidae.